# Santuario di San Giorgio
Il santuario di San Giorgio è un edificio sacro situato a Montorgiali, nel comune di Scansano.

## Storia e descrizione
In occasione della festa del santo, il 23 aprile, il santuario costituisce il punto di arrivo della cavalcata di San Giorgio, suggestiva cerimonia a cui partecipano gli abitanti di Montorgiali e quelli dei paesi vicini. Tale antica usanza intende riproporre la lotta di San Giorgio col drago.
L'oratorio, di forme architettoniche piuttosto rustiche e rimaneggiate nel corso dei secoli, è preceduto da un portico; l'interno è ad aula unica con soffitto a capriate. Sull'altare maggiore, costruito in gesso e stucco secondo moduli settecenteschi, è esposta la statua di San Giorgio col drago, caratteristico manufatto ottocentesco in cartapesta dipinta che costituisce un espressivo e raro documento di arte popolaresca.